# Meghavahana

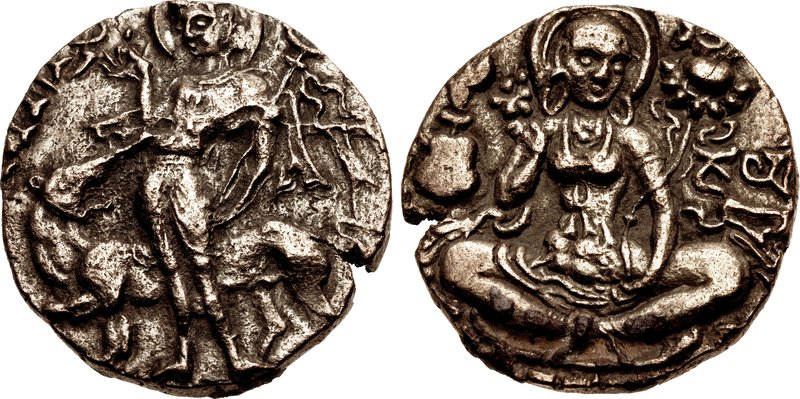
Possible monnaie de Meghavahana. Avers : Shiva Pashupati (« Seigneur des bêtes »), faisant un geste mudra de la main droite et tenant un trident en filet ; derrière, une lionne ou un tigre. Trace de la légende Meghana... à Brahmi. Revers : Déesse assise de face sur un lotus, tenant un lotus des deux mains, monogramme Kidara à gauche, Jaya en Brahmi à droite. Circa Cachemire.

Meghavahana est le souverain et le fondateur de la deuxième dynastie Gonanda du Cachemire au milieu du premier millénaire de notre ère. Meghavahana et le 80e souverain de la lignée des Gonanda, suivi par le 81e souverain Pravarasena (également connu sous les noms de Sresthasena et Tuneena).

## Vie privée
Meghavahana, le premier prince de la dynastie restaurée, serait le fils de Gopaditya, un arrière-petit-fils de Yudhishthira, vivant en exil à la cour du roi du Gandhara. Meghavahana, qui est censé avoir pris possession du trône de ses ancêtres à l'invitation des ministres du Cachemire, est décrit comme un souverain fort mais pieux. Il épousa Amritaprabha, fille du roi Bala Varman de Kamarupa. S'resthasena est son fils et successeur.

## Mandat
Divers actes qui lui sont attribués, comme l'interdiction de tuer des animaux, même dans les sacrifices, et la construction de nombreux Viharas par sa cour semblent montrer Meghavahana comme un mécène du bouddhisme. Outre plusieurs anecdotes légendaires destinées à illustrer la grandeur spirituelle du roi et la maîtrise des pouvoirs surnaturels qu'il a acquis, on rapporte de lui qu’il était un digvijaya ou conquérant des « quatre quartier » du monde. Meghavahana est censé l'avoir entrepris pour imposer son interdiction de l'abattage sur la terre entière. Il est à peine besoin de démontrer qu'aucune valeur historique ne peut s'attacher au récit de conquêtes aussi fabuleuses. Le fait que Meghavahana soit venu du Gandhara prend de l'importance au vu des preuves numismatiques indubitables qui indiquent que le Cachemire a été fondé par Amritaprabha, la reine de Meghavahana, qui était déjà connue d'On-kong. L'attribution d'un Stupa connu sous une désignation tibétaine (Loh-Stoupa) au Guru de cette reine étrangère, semble également reposer sur une tradition authentique. Le fils et successeur de Meghavahana, S'resthasena, qui aurait également porté les noms de Pravarasena et Tunjina, construisit diverses structures sacrées à Puranadhisthana, l'ancienne capitale, dont le site est marqué par le Pandrethan moderne. S'resthasena aurait eu deux fils, dont l'aîné, Hiranya, lui aurait succédé, tandis que l'autre,Toramana, agit comme Yuvaraja.Toramana frappa un grand nombre de pièces de monnaie à son nom.